# Hassan Tehrani Moghaddam
Hassan Tehrani Moghaddam (en persa,persa: حسن طهرانی‌مقدم) (Teheran, 29 d'octubre de 1959 - Teheran, 12 de novembre de 2011) va ser un comandant de la Guàrdia Revolucionària a la guerra Iran-Iraq —elevat a general pòstumament— , principal actor en el desenvolupament de míssils, fonament del poder dissuasiu de l'Iran. Va dissenyar els míssils Shahab, Ghadir i Sejil amb un abast operatiu de més de 1.000 kilomètres, específicament per ser capaços d'arribar fins a Israel.
Va morir el 12 novembre 2011 a l'explosió de Bid Kaneh, en un dipòsit del Cos de la Guàrdia Revolucionària Islàmica, a 25 milles a l'oest de Teheran.

## Biografia
Hassan Tehrani Moghaddam va néixer el 29 octobre 1959 a Teheran. El 1979 es va graduar en enginyeria industrial a l'escola secundària de Nafisi i el 1981 es va graduar amb una llicenciatura a K. NO. Universitat de Tecnologia de Toosi. Moghaddam va participar en la revolució islàmica iraniana de 1979. El 1980 es va incorporar a l'Exèrcit dels guàrdies de la revolució islàmica (coneguts com Guàrdia Revolucionària i va ser especialment responsable de la informació a la secció nord de la Guàrdia. Algunes de les seves tasques més destacades en la guerra Iran-Iraq van ser: l'establiment de la primera unitat d'artilleria de la Guàrdia Revolucionària i del centre de recerca d'artilleria a Ahvaz el 1982; l'establiment del centre de comandament de míssils a la Guàrdia Revolucionària l'octubre de 1983; el dispar de carns de canó cap a Bàssora durant la guerra Iran-Iraq el gener de 1984. el llançament del primer coet a Kirkuk durant la guerra Iran-Iraq el febrer de1985; el comandament dels míssils de la Força Aèria de la Guàrdia Revolucionària l'agost de 1985; l'establiment de la unitat libanesa de míssils Hezbollah els anys 1986-1987; el disseny del míssil Naze'at —el primer míssil de l'Iran— el 1987 i la participació en l'Operació Mersad l' agost de 1988.

## Actor principal en el programa de míssils
El general de Brigada Hossein Salami, cap adjunt de l'Estat major de l'Exèrcit dels guàrdies de la revolució islàmica, va dir d'ell: «El Màrtir Moghaddam va ser el principal arquitecte dissenyador de la potència de foc de la Guàrdia Revolucionària.» Veterà de la guerra Iran-Iraq (1980-1988), Moqaddam hauria seguit cursos de formació a la Xina i després a Corea del Nord. Esdevingut un expert en míssils terra-terra, va ser investigador de la Universitat de Teheran i, sobretot, cap del departament de desenvolupament de míssils terra-terra de l' IRGC, responsable d'aquesta activitat especialment sensible. En aquesta capacitat, va tenir responsabilitats molt importants en el programa de desenvolupament dels míssils Shahab-3 i Sajil 2. En reconeixement dels seus serveis, el govern iranià el va elevar pòstumament al rang de general de divisió.

## Mort

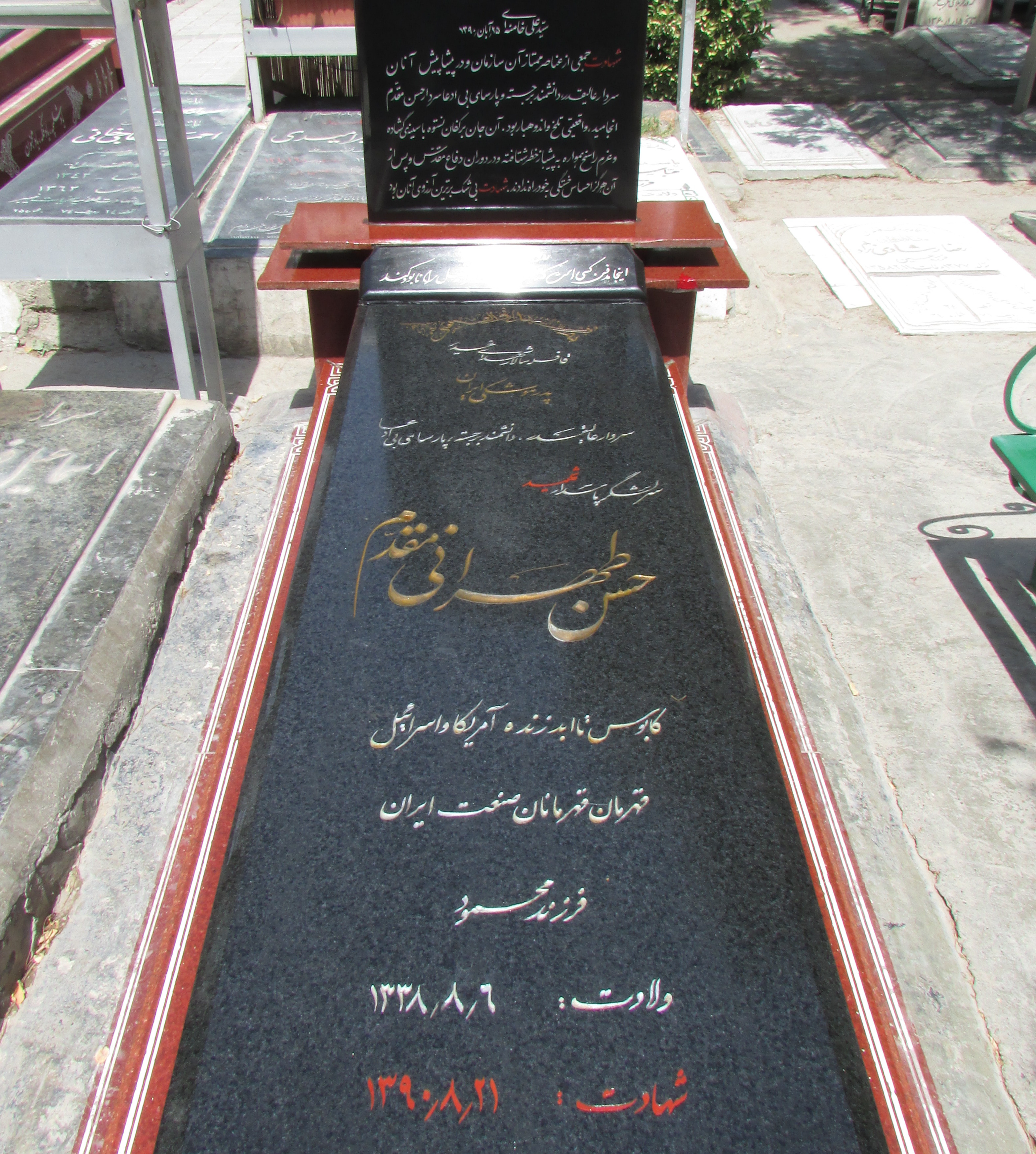
La seva tomba a Behesht-e Zahra de Teheran

Hassan Tehrani Moghaddam va morir juntament amb un grup d'altres membres de la Guàrdia Revolucionària el 12 de novembre de 2011 a causa d'una explosió a l'arsenal de la guarnició de Shahid Modares a la ciutat de Malard. Segons algunes fonts, en va ser responsable el Mossad.